# キリンカップサッカー1993
キリンカップサッカー1993は、第14回目のキリンカップサッカーである。1993年3月7日から3月14日にかけて開催され、日本、ハンガリー、アメリカ合衆国が参加した。

## 結果
| 1993年3月7日 13:00 |

| 日本 | 0 - 1 | ハンガリー      |
|      |       | キプリッチ 47分 |

| 博多の森陸上競技場（福岡） 観客数: 30,000人 主審: マジド・ジェイ |

| 1993年3月10日 |

| ハンガリー | 0 - 0 | アメリカ合衆国 |
|            |       |                |

| 瑞穂陸上競技場（名古屋） 観客数: 12,500人 主審: 小幡真一郎 |

| 1993年3月14日 |

| 日本                                         | 3 - 1 | アメリカ合衆国 |
| 三浦知良 36分, 80分 · （ラッパー） 68分 (OG) |       | ペレス 23分    |

| 国立霞ヶ丘競技場（東京） 観客数: 48,000人 主審: キム・クウァン・タク |

## 順位表
| 順 | チーム         | 試 | 勝 | 分 | 敗 | 得 | 失 | 差 | 点 |
| -- | -------------- | -- | -- | -- | -- | -- | -- | -- | -- |
| 1  | ハンガリー     | 2  | 1  | 1  | 0  | 1  | 0  | +1 | 4  |
| 2  | 日本           | 2  | 1  | 0  | 1  | 3  | 2  | +1 | 3  |
| 3  | アメリカ合衆国 | 2  | 0  | 1  | 1  | 1  | 3  | −2 | 1  |

## 優勝チーム
| キリンカップサッカー1993優勝 |
| ---------------------------- |
| · ハンガリー · 初優勝        |